# کدگزینی
در زبان‌شناسی، کدگزینی زمانی رخ می‌دهد که یک گویشور در متن یک گفتگو از دو یا چند زبان یا گونه‌های مختلف یک زبان متناوباً استفاده کند. چندزبانه‌ها، گاه هنگام گفتگو با یکدیگر از عناصر چند زبان استفاده می‌کنند؛ بنابراین، کدگزینی استفاده از بیش از یک گونه زبانی به روشی منطبق با نحو و واج‌شناسی هر گونه است.

## نمونه‌ها
- هندوستانی (اردو یا هندی)/انگلیسی

Life ko face kiijiye with himmat and faith in yourself. (کدگزینی، واژگان انگلیسی ضخیم هستند)
«با شجاعت و ایمان به خویشتن با زندگی روبرو شوید.» (ترجمه)
- انگلیسی/اسپانیایی

I’ll tell you exactly when I have to leave, at ten o’clock, Y son las nueve y cuarto. (کدگزینی، واژگان اسپانیایی ضخیم هستند)
«من در ساعت ده به تو خواهم گفت که کی باید بروم و الان ساعت نه و ربع است.» (ترجمه)